# مايلز بالدوين
مايلز بالدوين (بالإنجليزية: Myles Baldwin)‏ هو مهندس المناظر الطبيعية أسترالي، ولد في 6 أكتوبر 1978 في أستراليا.